# Kristina Klebe
Kristina Klebe (New York, 18 juni 1979) is een Amerikaanse actrice.

## Biografie
Klebe werd geboren in New York, maar bracht haar meeste tijd door met haar familie in Duitsland, Frankrijk en Italië; hierdoor spreekt zij naast Engels ook vloeiend Frans en Italiaans. Zij heeft de highschool doorlopen in New York, hierna ging zij studeren aan de Dartmouth College in Hanover (New Hampshire) waar zij cum laude afstudeerde in politicologie en theaterwetenschap. Klebe begon haar acteercarrière in lokale theaters, waarna zij begon met acteren voor televisie en films.
Klebe heeft als hobby’s paardrijden, duiken, schrijven van poëzie, reizen en muziek luisteren.

## Filmografie

### Films
Uitgezonderd korte films.
- 2021 Not Alone - als centralist
- 2021 Two Witches - als Rachel Howard
- 2021 Home Sweet Home Alone - als Homebot (stem)
- 2020 Lucky - als Marie
- 2020 I Am Fear - als Sara Brown
- 2019 Cruel Fixation - als Sharon Elliott
- 2019 Hellboy - als Leni Rafenstahl (los gebaseerd op Leni Riefenstahl)
- 2018 Slay Belles - als Alexi
- 2018 Das Joshua-Profil - als Irina Lewitsch
- 2017 Police State - als Katie
- 2016 Her Dark Past - als rechercheur Martin
- 2016 Don't Kill It - als agente Evelyn Pierce
- 2016 The Last Heist - als Tracey
- 2016 Katie Fforde: Hexensommer - als Jane
- 2016 Alleluia! The Devil's Carnival - als Geraldine
- 2015 Dementia - als Michelle
- 2015 Tales of Halloween - als rechercheur McNally
- 2014 Katie Fforde: Geschenkte Jahre - als Melissa
- 2014 Free Fall - als Pam
- 2014 Der Bau - als vrouw van Franz
- 2014 Mamula - als Kelly
- 2014 Katie Fforde - An deiner Seite - als cliënte
- 2013 Proxy – als Anika Barön
- 2013 The Advocate – als Allyson Dougherty
- 2013 Bela Kiss: Prologue – als Julia
- 2012 Desperate Endeavors – als Lambchop
- 2012 Alter Egos – als Ice Scream
- 2011 6 Month Rule – als Reese
- 2011 Chillerama – als Eva Braun
- 2011 BreadCrumbs – als hulpsheriff Neilson
- 2011 Buffy the Vampire Slayer: Season 8 Motion Comic – als Rowena (stem)
- 2009 American Primitive – als Eliza Cauldicott
- 2009 Zone of the Dead – als agente Mina Milius
- 2009 Peter and Vandy – als Michelle
- 2008 Public Interest – als Rita LaMontaine
- 2008 The Accidental Husband – als Katerina
- 2008 Bitter Brew – als Shiovanna
- 2007 Halloween – als Lynda Van Der Klok
- 2006 Delirious – als Kris de Zweedse verpleegster
- 2004 She Hate Me – als Ruth Lacey
- 2003 The Other Shoe – als actrice

### Televisieseries
Uitgezonderd eenmalige gastrollen.
- 2022 General Hospital - als WSB-agente Muller - 2 afl.
- 2021 Ronstadt - als diverse personages - 6 afl.
- 2018-2019 Professor T. - als Josephine Delius - 7 afl.
- 2019 Dr. Klein - als Vero von Walden - 2 afl.
- 2014 The Following - als Carla - 2 afl.
- 2005 Rescue Me – als vriendin van Mickey – 3 afl.

### Computerspellen
- 2022 Tom Clancy's Rainbow Six Extraction - als Monika "IQ" Weiss
- 2020 Call of Duty: Black Ops Cold War - als diverse stemmen
- 2019 Anthem - als Vara Brom
- 2017 Wolfenstein II: The New Colossus - als Frau Helene
- 2017 Friday the 13th: The Game - als Jenny Myers
- 2011 Rise of Nightmares - als Mary

- Gemeinsame Normdatei: 1061421767
- International Standard Name Identifier: 0000 0000 7772 2272
- Library of Congress Control Number: no2010043959
- Virtual International Authority File: 108070092
- WorldCat: E39PBJwCXRY8VCgBKdPC7XpdcP